# 1668
1668 (MDCLXVIII) fue un año bisiesto comenzado en domingo, según el calendario gregoriano.

## Acontecimientos
- 14 de enero: en Azerbaiyán, a 140 km al oeste de la costa del mar Caspio, y 40 km al sur de la actual frontera con Rusia, un terremoto de 7,8 grados en la escala sismológica de Richter (con epicentro a 40 km de profundidad) destruye todas las localidades a la redonda, dejando un saldo de 80.000 muertos. (Ver Terremotos anteriores al siglo XX).
- 28 de enero: en Lund (Suecia) se inaugura la Universidad de Lund.
- 13 de febrero: en Lisboa (Portugal), España reconoce la independencia de Portugal en la firma del tratado de Lisboa.
- 25 de julio: en Shandong (China) se registra un violento terremoto de 8,5 que deja un saldo de 50.000 víctimas. (Ver Terremotos anteriores al siglo XX).
- 17 de agosto: en Anatolia (Turquía) un terremoto de 8,0 deja 8.000 muertos. (Ver Terremotos anteriores al siglo XX).
- Anton van Leeuwenhoek (1632-1723) confirma la existencia de los capilares sanguíneos.
- Francesco Redi pública  "Experimentos en la Generación de Insectos", refutando la generación espontánea.
- España y Francia firman el Tratado de Aquisgrán y ponen fin a la Guerra de Devolución.
- Julio: el pirata Henry Morgan saquea Portobelo y la ciudad de Panamá.
- Septiembre: en París se estrena El avaro, de Molière.

## Nacimientos
- 8 de marzo: Alain-René Lesage, novelista y dramaturgo francés (f. 1747).
- 23 de junio: Giambattista Vico, filósofo y jurista italiano (napolitano) (f. 1744).

## Fallecimientos
- 8 de febrero: Alessandro Tiarini, pintor italiano (n. 1577).
- 7 de abril: William Davenant, poeta y dramaturgo inglés (n. 1606).